# Армутчи
 Тази статия е за селото в дем Кукуш.  За селото в окръг Тулча вижте Армутлия.  
Армутчи или Армутлия (на гръцки: Μεγάλη Βρύση, Мегали Вриси, до 1927 година: Αρμουτσή или Армутци) е село в Егейска Македония, Гърция, дем Кукуш, област Централна Македония.

## География
Селото е разположено на 120 m надморска височина, на 4 km северозападно от Кукуш (Килкис).

## История

### В Османската империя
През XIX век Армутчи е малко турско село в Авретхисарската каза на Османската империя. В „Етнография на вилаетите Адрианопол, Монастир и Салоника“, издадена в Константинопол в 1878 година и отразяваща статистиката на населението от 1873 година, Армутлия (Armoutlia) е посочено като село в каза Аврет хисар с 40 къщи и 105 жители помаци. Според Васил Кънчов („Македония. Етнография и статистика“) в 1900 година Армутчи има 350 жители българи християни и 20 цигани.

### В Гърция
След Междусъюзническата война Армутчи попада в Гърция. 
Боривое Милоевич пише в 1921 година („Южна Македония“), че Армутчи има 80 къщи турци.
В 1927 година селото е прекръстено на Мегали Вриси. Жителите му се изселват и на тяхно място са заселени гърци бежанци, предимно от Понт и Кавказ. В 1928 година Армутчи е представено като чисто бежанско село със 121 бежански семейства и 451 души.
Населението традиционно се занимава с отглеждане на пшеница, сусам и детелина и в по-малка степен със скотовъдство.
| Име         | Име         | Ново име | Ново име | Описание                                                   |
| ----------- | ----------- | -------- | -------- | ---------------------------------------------------------- |
| Чаири       | Τσαΐρια     | Ливадия  | Λιβάδια  | местност на Ю от Хайдарли                                  |
| Патоза      | Πατόζα      | Алония   | Άλώνια   | възвишение на Ю от Хайдарли                                |
| Тузя        | Τούσγια     | Алики    | Αλυκή    | възвишение на ЮИ от Армутчи и на ЮЗ от Кукуш (208 m)       |
| Баири       | Μπαΐρια     | Херса    | Χέρσα    | възвишение на ЮИ от Армутчи и на З от Кукуш (255 m)        |
| Чаири       | Τσαΐρια     | Ливадия  | Λιβάδια  | местност на ЮЗ от Армутчи и на С от Хайдарли               |
| Караагач    | Καραγάτσι   | Фтелия   | Φτελιά   | местност на С от Хайдарли                                  |
| Буюктепе    | Μπογιούκ    | Транос   | Τρανός   | възвишение на И от Армутчи и на Ю от Янешево (266 m)       |
| Серсемли    | Σερσεμλή    | Хазорема | Χαζόρεμα | река на С от Армутчи и на Ю от Хаджи Юнус                  |
| Коджа Хисар | Κοτζά Χισάρ | Кастрон  | Κάστρον  | възвишение на СИ от Армутчи и на И от Хаджи Юнус (214,4 m) |

| Година    | 1913 | 1920 | 1928 | 1940 | 1951 | 1961 | 1971 | 1981 | 1991 | 2001 | 2011 | 2021 |
| --------- | ---- | ---- | ---- | ---- | ---- | ---- | ---- | ---- | ---- | ---- | ---- | ---- |
| Население | 330  | 467  | 484  | 732  | 590  | 527  | 474  | 468  | 457  | 502  | 492  | 412  |